# Chingy
Говард Эрл Бейли младший (англ. Howard Earl Bailey Jr.; род. 10 марта 1980), более известный под сценическим псевдонимом Chingy — американский хип-хоп-исполнитель, актёр.

## Биография
Chingy родился в Сент-Луисе (штат Миссури). Музыкой в стиле рэп серьёзно начал заниматься уже в юношестве. Летом 2002 года выступал с Nelly, затем стал протеже Ludacris, который подписал его на свой лейбл Disturbing the Peace (DTP). Первый сингл Chingy, «Right Thurr» (Прямо здесь), показал его как исполнителя, специализирующегося на «клубных битах». Дебютный альбом, «Jackpot», вышедший в 2003 году, был продан в количестве шести миллионов экземпляров. Второй альбом, «Powerballin», был выпущен в 2004. Альбом 2006 года «Hoodstar» содержал такие хиты как «Pullin Me Back» и «Dem Jeans.», а альбом «Hate It or Love It» хит «Fly Like Me».

## Дискография

### Студийные альбомы
- 2003: Jackpot
- 2004: Powerballin'
- 2006: Hoodstar
- 2007: Hate It or Love It
- 2009: Success and Failure

### Мини-альбомы
- 2005: Pick 3 (featuring Without Warning)

### Микстейпы
- 2009: Fresh Thug Vol. 1 (Hosted by DJ Noize)
- 2009: Global Warming (Hosted by DJ Woogie)
- 2009: Stars & Straps Reloaded Vol. 1 (Hosted by Kevin Hart & DJ Noize)
- 2011: You Wanna Hang With A Star[2]
- 2012: Jackpot Back
- 2012: Chances Make Champions